# Karl Heinz Probsthain
Karl Heinz Probsthain (* 1. Januar 1908 in Arendsee; † 17. August 1943 in Breslau) war ein deutscher evangelischer Vikar, Mitglied der Bekennenden Kirche (BK) und Opfer des Nationalsozialismus.

## Leben
Probsthain wurde am 1. Januar 1908 in Arendsee (heute Kühlungsborn) als Sohn des Baumeisters Alwin Probsthain und seiner Frau Paula Probsthain (geb. Schiller) geboren. Der Beruf des Vaters brachte für die neunköpfige Familie Mobilität mit sich. So besuchte Karl-Heinz Probsthain in Budapest die Grundschule und im ostpreußischen Goldap das Gymnasium, wo er 1928 das Abitur bestand. Im Anschluss nahm er in Königsberg das Studium der Theologie auf. Hier engagierte er sich auch in der jugendbewegten Hochschulgilde „Hermann Balk“. Es folgten weitere Studienaufenthalte in Kiel und Bethel. Während dieser Zeit engagierte er sich im Umfeld der Deutschen Christlichen Studentenvereinigung (DCSV).
Schon zur Schulzeit zeigte Probsthain eine Neigung zu Gesang, Literatur und Kunst. Als Student verfasste er unter anderem 1935 ein Lied unter dem Titel Kampfgebet:
Erweck uns, Herr, Bekennermut in diesen Kampfeszeiten,

dass wir mit Wort und Tat und Gut als deine Jünger streiten.

O hilf uns durch Christum! Amen. […]
Martin Pörksen, einer der führenden Köpfe der Bekennenden Kirche in Schleswig-Holstein, erinnert sich 1936 an die Einsendung eines Abendmahlliedes aus der Feder Probsthains.
Nach dem ersten theologischen Examen im Jahr 1938 schloss sich eine Vikariatszeit bei der BK-Kirchengemeinde in Levern an. Im November 1939 setzte er seine Ausbildung im Sammelvikariat auf dem pommerschen Sigurdshof unter der Leitung von Dietrich Bonhoeffer fort. Von März bis Mai 1940 arbeitete er in den Diakonischen Anstalten Bethel und bereitete sich auf sein Zweites Theologisches Examen vor.
Im Juni 1940 wurde Karl Heinz Probsthain zur Kriegsmarine einberufen. Nach einer Anklage und Verurteilung im November 1940 wegen des Vergehens gegen § 175 Strafgesetzbuch (Homosexualität) und zudem aufgrund des sogenannten Heimtückegesetzes kam er ab Januar 1941 ins Wehrmachtgefängnis Torgau und nahm nach seiner dortigen Entlassung an verschiedenen Marineeinsätzen in der Nordsee teil. Im Jahr 1942 wurde er in Cuxhaven abermals aufgrund des Heimtückegesetzes angeklagt und erneut verurteilt. Nach einem Fluchtversuch wurde Probsthain zum Tode verurteilt und in Breslau am 17. August 1943 enthauptet. Einen letzten Gruß aus der Haft sandte Probsthain in Form eines lateinischen Gebets:
Nunc et tunc Sola nostri cordis spes,

Crucifixe Christe es,

qui in coelo habitas:

vincis, regnas, imperas.

Tuum populum sanasti

quem ex gentibus creasti.

Stamus circum crucem nunc,

apud Te in coelo tunc. […]